# Piancastagnaio
Piancastagnaio es una localidad italiana de la provincia de Siena, región de Toscana, con 4.140 habitantes.

Ubicación de la ciudad de Piancastagnaio dentro de la provincia de Siena.

## Evolución demográfica
| Gráfica de evolución demográfica de Piancastagnaio entre 1861 y 2001 |
|                                                                      |
| Fuente ISTAT - Elaboración gráfica por parte de Wikipedia            |